# Karl-Heinz Luck
Karl-Heinz Luck (* 28. Januar 1945 in Unterschönau; † 31. August 2024 in Suhl) war ein deutscher Nordischer Kombinierer.

## Werdegang
Seine Karriere begann Luck, der für den SC Motor Zella-Mehlis startete, im Alter von 16 Jahren. Wenige Jahre später bei den Olympischen Winterspielen 1968 in Grenoble erreichte er im Einzel der Kombination den 11. Platz. Ein Jahr später gewann er die DDR-Meisterschaften. Nachdem er kurze Zeit später auch das Rennen am Holmenkollen gewonnen hatte, führte er für insgesamt zwei Jahre die Weltrangliste an.
Am 9. Januar 1972 gewann Luck vor fünf seiner Landsleute den internationalen Kombinationswettbewerb in Štrbské Pleso. Das beste Ergebnis seiner Laufbahn konnte er bei den Olympischen Winterspielen 1972 in Sapporo erringen, als er nach einer schlechten Sprungleistung durch den Lauf noch die Bronzemedaille gewinnen konnte. Im März gewann er den Kombinationswettbewerb bei den Lahti Ski Games. Nur ein Jahr später im Jahr 1973 beendete er seine aktive Karriere.
Kurz darauf begann Luck mit der Arbeit als Trainer. So trainierte er nach der Wende die Kombinierer der Schweiz.